# Emil Haglund
Erik Emil Haglund, född 29 januari 1877 i Falun, död 19 mars 1938 i Stockholm, var en svensk botaniker och torvgeolog.
Emil Haglund var son till godsägaren Hans Erik Haglund. Efter mogenhetsexamen i Falun 1897 studerade han vid Uppsala universitet, blev 1903 filosofie kandidat samt 1905 filosofie licentiat och filosofie doktor där. Haglund var botaniker och torvgeolog vid Svenska mosskulturföreningen i Jönköping 1904–1918, från 1914 tjänstledig för offentliga uppdrag, innan han 1919 blev byrådirektör i Lantbruksstyrelsen. Han var en mångsidigt verksam naturvetenskapsman. Som botaniker utgav han flera arbeten, bland annat Ur de högnordiska vedväxternas ekologi (1905, doktorsavhandling). Haglund utförde omfattande undersökningar av torvjord i fjorton olika län, redogjorde härför i Svenska mosskulturföreningens tidskrift 1904–1914 och utgav tillsammans med Hjalmar von Feilitzen och A. Bauman Om bränntorv och bränntorvberedning (1917). Med statsunderstöd studerade han mosskulturverksamheten i bland annat Tyskland, Österrike och Schweiz. Ett geologiskt arbete är hans uppsats Om våra högmossars bildningssätt (del 1 1908, del 2 1909). Haglund erhöll flera utredningsuppdrag rörande norrländska frågor. Han tillhörde 1915 års sakkunniga i kolonisationsfrågan och var 1916–1920 ledamot av kolonisationskommittén, som skulle föreslå åtgärder för att främja kolonisation på kronomark i Norrland och Dalarna. Efter en studieresa 1928 utgav Haglund arbetet Om kolonisation och veteproduktion i Kanada (1929). Han invaldes i Lantbruksakademien 1911. Haglund är gravsatt i Gustav Vasa kyrkas kolumbarium i Stockholm.